# Carlton S. King
Carlton S. King (St. Louis, 15 dicembre 1888 – Glendale, 6 luglio 1932) è stato un attore e regista statunitense che lavorò nel cinema all'epoca del muto.

## Biografia
Iniziò la sua carriera cinematografica - che conta oltre una settantina di titoli - nel 1913. Lavorò anche come annunciatore alla radio e firmò la sceneggiatura di uno dei suoi film.
Era sposato con Nettie Nash.

## Filmografia

### Attore
- The Stolen Models, regia di C. Jay Williams (1913)
- His First Performance, regia di Charles H. France - cortometraggio (1913)
- Nora's Boarders, regia di C. Jay Williams (1913)
- A Royal Romance, regia di Ashley Miller (1913)
- What Shall It Profit a Man?, regia di Richard Ridgely (1913)
- Peg o' the Movies, regia di George Lessey - cortometraggio (1913)
- A Pious Undertaking, regia di Ashley Miller - cortometraggio (1913)
- The Haunted Bedroom - cortometraggio (1913)
- The Active Life of Dolly of the Dailies, regia di Walter Edwin - serial (1914)
- A Story of Crime, regia di C. Jay Williams - cortometraggio (1914)
- Mr. Sniffkins' Widow, regia di Charles M. Seay (1914)
- A Four Footed Desperado, regia di C.J. Williams - cortometraggio (1914)
- The Sultan and the Roller Skates, regia di C.J. Williams - cortometraggio (1914)
- Clarence and Percy's Sailing Party, regia di C. Jay Williams - cortometraggio (1914)
- Lo! The Poor Indian, regia di C.J. Williams - cortometraggio (1914)
- The Basket Habit, regia di C. Jay Williams - cortometraggio (1914)
- Qualifying for Lena, regia di C. Jay Williams - cortometraggio (1914)
- Something to Adore, diretto da C.J. Williams - cortometraggio (1914)
- The Gilded Kidd, regia di C.J. Williams - cortometraggio (1914)
- In Lieu of Damages, regia di Richard Ridgely - cortometraggio (1914)
- The Birth of the Star Spangled Banner, regia di George A. Lessey - cortometraggio (1914)
- Face Value, regia di George Lessey - cortometraggio (1914)
- The Blue Coyote Cherry Crop, regia di Ashley Miller - cortometraggio (1914)
- George Washington Jones, regia di Charles H. France - cortometraggio (1914)
- The Midnight Ride of Paul Revere, regia di Charles Brabin - cortometraggio (1914)
- A Question of Identity, regia di Charles Brabin - cortometraggio (1914)
- Dickson's Diamonds, regia di Langdon West - cortometraggio (1914)
- The Temple of Moloch, regia di Langdon West - cortometraggio (1914)
- The Birth of Our Saviour, regia di Charles Brabin - cortometraggio (1914)
- A Woman's Revenge, regia di Langdon West (1915)
- The Voice of the Violin, regia di Ben Turbett - cortometraggio (1915)
- The Girl of the Gypsy Camp, regia di Langdon West - cortometraggio (1915)
- A Little Speck in Garnered Fruit, regia di Martin Justice - cortometraggio (1917)
- The Coming Out of Maggie, regia di Martin Justice (1917)
- Midnight Life, regia di Joseph Boyle e Scott R. Dunlap (1928)
- Through the Breakers, regia di Joseph C. Boyle (1928)
- Law of the Rio Grande

### Regista
- Just a Song at Twilight,  co-regia di Burton L. King (1916)